# Haftungsklausel
Eine Haftungsklausel (auch Freizeichnungsklausel,  Haftungsausschluss oder engl. Waiver) ist eine vertragliche Haftungsbeschränkung, eine Klausel, welche die Verantwortlichkeit für Pflichtverletzungen – etwa die Mängelhaftung – begrenzt oder sogar ausschließt.

## Gesetzlicher Grundsatz
Jedes Schuldverhältnis bringt für die Parteien Haftungsrisiken mit sich. Das Gesetz bestimmt grundsätzlich, dass der jeweilige Schuldner einer Schuld eigenes Verschulden, also Vorsatz und Fahrlässigkeit, zu vertreten hat (§ 276 Abs. 1 BGB). Vertretenmüssen ist eine Voraussetzung verschiedener Haftungstatbestände, insbesondere von Ansprüchen auf Schadensersatz wegen Pflichtverletzungen (§§ 280 ff. BGB). 

## Privatautonomer Spielraum und seine Grenzen
Im Rahmen der Privatautonomie gewähren die allgemeinen Regelungen der §§ 241 ff. BGB den Parteien eines Schuldverhältnisses erhebliche Spielräume bei der vertraglichen Gestaltung der Haftung. Gesetzlich zulässig ist die Begrenzung der Haftung auf Vorsatz (§ 276 Abs. 3 BGB). Damit lässt das Gesetz in Individualvereinbarungen den Ausschluss aller Fahrlässigkeitsstufen zu, somit auch der groben Fahrlässigkeit. Bedient sich der Schuldner bei der Pflichterfüllung Erfüllungsgehilfen, so hat der Vertragspartner nach § 278 BGB deren Verschulden zu vertreten wie eigenes Verschulden. Nach § 278 Satz 2 BGB findet § 276 Abs. 3 BGB hier keine Anwendung, es kann also sogar die Haftung für Vorsatz des Erfüllungsgehilfen im Vorhinein ausgeschlossen werden. 
In gesetzlich besonders geregelten Fällen besteht zudem eine verschuldensunabhängige Haftung.
Verträge zulasten Dritter sind grundsätzlich unzulässig.
Das AGB-Recht setzt weitere Grenzen. Individualvereinbarungen sind der AGB-Kontrolle entzogen, § 305b BGB.

## Inhaltliche Ausgestaltung
Ein Abweichen von der gesetzlichen Haftungsverteilung erfordert in der Regel einen Vertrag (§ 311 Abs. 1 BGB), über den Haftungsklauseln vereinbart werden können. Von einer Haftungsklausel wird gesprochen, wenn das Abweichen zugunsten des Schuldners geht. Sie kann z. B. nach Verschuldensgraden unterscheiden oder betragliche Grenzen setzen.

## Allgemeine Geschäftsbedingungen
Werden Verträge jedoch nicht individuell ausgehandelt, sondern benutzt eine Vertragspartei (Verwender) für eine Vielzahl von Verträgen vorformulierte Vertragsbedingungen, die sie der anderen Vertragspartei bei Vertragsabschluss stellt, so handelt es sich um Allgemeine Geschäftsbedingungen (AGB; § 305 Abs. 1 BGB). Insbesondere standardisierte Verträge und Vertragsformulare des alltäglichen Massengeschäfts mit Verbrauchern. das sogenannte Kleingedruckte, sind typischerweise Bestimmungen der AGB. Mit den Regeln hatte Gesetzgeber insbesondere den Verbraucherschutz im Auge, teils sollen auch Kaufleute vor unangemessen benachteiligenden Haftungsklauseln schützen (Handelsklauseln).

## Geschichte
Das Reichsgericht (RG) stellte bereits 1906 fest, dass Haftungsbeschränkungen gemäß § 138 Abs. 1 BGB sittenwidrig sein können, wenn sie auf einer marktbeherrschenden Stellung des Verwenders beruhten. Es bemängelte 1933, dass ein Monopolist seine Stellung missbrauche, wenn er dem allgemeinen Verkehr unbillige und unverhältnismäßige Opfer auferlege oder unbillige und unverhältnismäßige Bedingungen vorschriebe. Die Nachteile, die ein Haftungsausschluss mit sich bringe, sollten dabei durch anderweitige Vorteile des Kunden ausgeglichen werden können. Es erklärte den Ausschluss für eigenes Verschulden und das leitender Angestellter und auch einfacher Angestellter für unwirksam. Weitere Entscheidungen hatten summenmäßige Haftungsbeschränkungen zum Gegenstand.
Der Bundesgerichtshof (BGH) griff die vom Reichsgericht entwickelten Grundsätze zu Haftungsklauseln in einer Entscheidung 1956 auf. Die Inhaltskontrolle stützte er hingegen auf Treu und Glauben (§ 242 BGB) und nicht auf Sittenwidrigkeit. 1973 entschied er, dass die Haftung für „Kardinalpflichten“, also Vertragsverpflichtungen, deren Beachtung erst die Voraussetzung für eine korrekte Vertragserfüllung schaffen, nicht beschränkbar sei. Das 1977 eingeführte AGB-Gesetz beruhte in wesentlichen Teilen auf der BGH-Rechtsprechung. Die  Schuldrechtsmodernisierung (2002) schöpfte den heutigen § 307 Abs. 2 Nr. 2 BGB. Hiernach darf der Verwender wesentliche Rechte oder Pflichten, die sich aus der Natur des Vertrags ergeben, nicht derart einschränken, dass die Erreichung des Vertragszwecks gefährdet ist.

## International
In Österreich ist nach § 879 Abs. 3 ABGB eine in AGB enthaltene Vertragsbestimmung nichtig, wenn sie „unter Berücksichtigung aller Umstände des Falles einen Teil gröblich benachteiligt“. Hierzu entschied der Oberste Gerichtshof (OGH) im November 2012, dass „nicht verhandelte und aus der Sicht des Verwenders beizubehaltende Klauseln unter den Anwendungsbereich des § 879 Abs. 3 ABGB fallen, auch wenn andere Vertragspunkte erörtert und auf Wunsch des Vertragspartners abgeändert wurden“.
Das Schweizer Bundesgesetz gegen den unlauteren Wettbewerb (UWG) enthält in Art. 8 UWG eine Regelung zur Inhaltskontrolle von allgemeinen Geschäftsbedingungen, die seit Juli 2012 ausschließlich für Verbraucherverträge gilt. Danach sind einzelne Klauseln unwirksam, wenn sie zum Nachteil einer Vertragspartei von der anwendbaren gesetzlichen Ordnung erheblich abweicht oder eine der Vertragsnatur erheblich widersprechende Verteilung von Rechten und Pflichten vorsieht. Gemäß Art. 100 Abs. 1 OR kann die Haftung für „rechtswidrige Absicht oder grobe Fahrlässigkeit“ nicht ausgeschlossen werden, was nach Art. 101 Abs. 2 OR jedoch nicht für Hilfspersonen gilt.
In Frankreich sind Freizeichnungsklauseln unwirksam, wenn sie im Falle ihrer Anwendung dem Vertrag jede Substanz rauben und das Synallagma zwischen Leistung und Gegenleistung soweit beeinträchtigt, dass der Sinn des Vertrags schlechterdings entfällt. Eine Freizeichnungsklausel ist nur in dem Ausnahmefall unwirksam, dass sie den Schuldner nahezu von jeder Haftung entbindet. Summenmäßige Haftungsbeschränkungen, die die Ersatzfähigkeit von Teilen des vertragstypischen Schadens ausschließen, sind hiermit vereinbar.
Die Wirksamkeit von Freizeichnungsklauseln hängt im englischen Recht entscheidend davon ab, ob sie dem „test of reasonableness“ (Angemessenheitsprüfung) des Unfair Contract Terms Act 1977 (UCTA) standhalten.
Die US-amerikanischen Gerichte haben aufgrund der Unconscionability-Klausel (Unangemessenheitsklausel) des § 2-302 Uniform Commercial Code (UCC) die Möglichkeit, unangemessene Ergebnisse zu verhindern, wenn sie eine Vertragsklausel für unangemessen befinden. Dazu können sie die Vollstreckung eines Vertrages verweigern oder die Vollstreckung der unangemessenen Klausel verweigern oder ihre Anwendung beschränken. Eine Klausel ist unangemessen, wenn sie eine Partei übermäßig benachteiligt oder wenn diese Partei keine Wahl hatte, als den betreffenden
Vertrag in dieser Form abzuschließen. Der Anwendungsbereich der Regelung beschränkt sich dabei nicht auf besondere Klauseltypen, sondern ermöglicht die Überprüfung des gesamten Vertragsinhalts jeder einzelnen Klausel. Ein Haftungsausschluss für mittelbare Schäden ist üblich und zulässig.